# سیدی فوفانا
سیدی فوفانا (انگلیسی: Sidi Fofana؛ زادهٔ ۱۱ ژانویهٔ ۱۹۹۲) بازیکن فوتبال اهل فرانسه است.